# 341
El 341 (CCCXLI) fou un any comú començat en dijous del calendari julià.

## Esdeveniments
- Constant I prohibeix els sacrificis i rituals de màgia pagana.[1]
- Acaba la construcció de la catedral d'Antioquia.
- Constant I comença una guerra amb victòria contra els francs.[2]